# DNTP
DNTP (o dNTP) è una sigla che indica un generico deossinucleoside trifosfato.
La sua struttura è analoga a quella dei nucleotidi solitamente incorporati nella doppia elica di DNA. Per la precisione si tratta della forma di nucleotide che la DNA polimerasi utilizza nella formazione della catena. Durante la reazione di polimerizzazione, infatti, il nucleotide trifosfato viene privato di due fosfati, e quindi incorporato come nucleotide monofosfato.
I gruppi fosforici sono legati l'uno all'altro in modo lineare. Quello adiacente al nucleoside (zucchero più base) si trova legato con un legame estere al 5' del deossiribosio.
L'idrolisi del pirofosfato, separato dal nucleotide monofosfato, in fase di polimerizzazione rende possibile energeticamente la formazione del legame 5'-3' per condensazione ed esterificazione dell'ossidrile sul 3' del nucleotide trifosfato successivo. Si forma in questo modo un ponte fosfodiestere tra il 5' di un nucleoside e il 3' del successivo.